# Glossanodon pseudolineatus
Glossanodon pseudolineatus är en fiskart som beskrevs av Kobyliansky, 1998. Glossanodon pseudolineatus ingår i släktet Glossanodon och familjen guldlaxfiskar. Inga underarter finns listade i Catalogue of Life.